# 3779 Kieffer
3779 Kieffer este un asteroid din centura principală, descoperit pe 13 mai 1985 de Carolyn Shoemaker și Eugene Shoemaker.